# Islote Sura
Die Islote Sura ist eine kleine Insel vor der Nordküste der Trinity-Halbinsel an der Spitze der Antarktischen Halbinsel. Sie liegt zwischen der Schmidt-Halbinsel und dem Toro Point.
Wissenschaftler der 2. Chilenischen Antarktisexpedition (1947–1948) benannten sie nach dem Funker  Raúl Sura Mesías, einem Expeditionsteilnehmer, der an der Errichtung der benachbarten Bernardo-O’Higgins-Station beteiligt war.